# Azoksibenzen
Azoksibenzen je organsko jedinjenje sa formulom C6H5N(O)NC6H5. To je žuta čvrsta supstanca koja ima nisku tačku topljenja.  Molekul ima planarno jezgro C2N2O. Dužina NN i NO veze je skoro ista na 1,23 A. 

## Priprema
Može se pripremiti delimičnim smanjenjem nitrobenzena. Ova reakcija je predložena da se nastavi putem posredovanja fenilhidroksilamina i nitrozobenzena: 
PhNHOH  +  PhNO   →   PhN(O)NPh  +  H2O
Druga opcija je oksidacija anilina vodonik-peroksidom u acetonitrilu na 50 °C (122 °F; 323 K). U ovoj reakciji, pH treba održavati oko 8, da bi se aktivirao vodonik-peroksid i istovremeno izbeglo previše oslobađanja kiseonika. Prvo se oksiduje acetonitril, formirajući imin hidroperoksid. Zatim, ova međufaza oksiduje anilin u azoksibenzen. [4]
CH3CN + H2O2 → [CH3C(OOH)=NH]
2 PhNH2 + 3 [CH3C(OOH)=NH] → PhN(O)NPh + 3 CH3C(O)NH2 + 2 H2O
PhNO2 + Na3AsO3/NaOH→ Ph−N+O−=N-Ph
Još jedna od opcija kada se Azoksibenzen dobija redukcijom nitrobenzena sa natrijum arsenitom, koji se, pak, dobija rastvaranjem arsenik(III) oksida u vodenoj bazi. Nakon obrade, proizvod se издваја u obliku žutih kristala. 
{\displaystyle {\mathsf {PhNO_{2}{\xrightarrow[{NaOH,H_{2}O}]{As_{2}O_{3}}}PhN=N^{+}(O^{-})Ph}}}

## Svojstva
Toplota razlaganja određena korišćenjem DSC je −258 kJ mol−1 ili −1303 kJ kg−1. 

## Hemijska svojstva
Azoksibenzen reaguje sa aluminijum hloridom u CS2 ili sa acetil hloridom, dajući para-hlorazobenzen. Ako se ista reakcija odvija u benzenu, proizvodi se samo para-fenilazobenzen. 
Na sličan način, azoksibenzen reaguje sa alkil i arilsulfonil hloridima, kako bi proizveo zamenske proizvode u para položaju sa izvesnom dodatkom orto supstitucionog proizvoda. Ako umesto sulfonil hlorida uzmemo odgovarajuće anhidride, reakcija dovodi do stvaranja samo paraproizvoda. 
Pri reakciji sa antimon(V) hloridom dolazi do taloženja kompleksa čije toplotno raspadanje vodi do proizvoda orto-hidroksilacije. 

## Literatura
- El-Awa A. (2016). „Azoxybenzene” (на језику: енглески) (Encyclopedia of Reagents for Organic Synthesis изд.). Wiley. doi:10.1002/047084289X.rn01782.